# Marcus Gavius Apicius

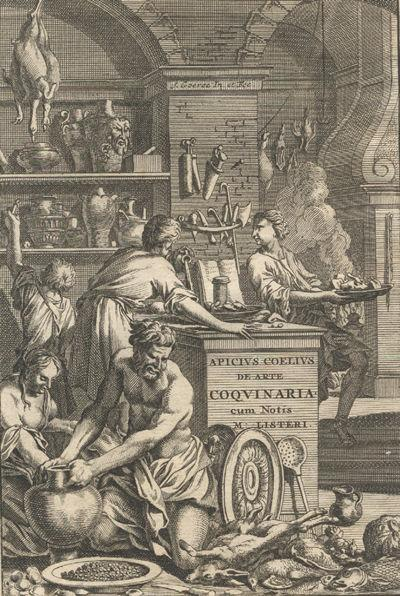
Frontispiciul unei ediţii a lucrării De re coquinaria, (Apicius, De opsoniis et condimentis, Amsterdam, J. Waesbergios), (1709).

Marcus Gavius Apicius este o figură din înalta societate romană, a cărui existență este semnalată sub domniile împăraților Augustus și Tiberius. Nașterea sa este situată aproximativ în anul 25 î.Hr., iar decesul său în jurul anului 37 d.Hr., în orișice caz inarițe de 42 d. Hr. Era un milionar amator de plăceri (îndeosebi de plăceri oferite de mâncare), care cheltuia fără să socotească pentru a și le procura, și care a sfârșit prin a se sinucide când averea s-a dovedit compromisă. Luxul și rafinamentul său au devenit proverbiale și au oferit romanilor fie anecdote gastronomice, fie chiar exemplul corupției moravurilor pentru moraliștii austeri.
I se atribuie, cu siguranță pe nedrept, celebra De re coquinaria, lucrare mai târzie.

## Mărturii
Apicius este menționat în trecere de istoricul Tacitus în Annales (IV, 1), cu privire la antecedenții prefectului pretoriului Sejanus: 
„[…] prima juventa C. Cæsarem divi Augusti nepotem sectatus, non sine rumore Apicio diviti et prodigo stuprum veno dedisse […].”
Îndată după moartea sa, Apicius se pare că a devenit personaj literar: scriitorul grec Apion din Alexandria, care trăia și sub Tiberius și a murit spre mijlocul secolului I d.Hr., i-a consacrat deja o carte întitulată Luxul lui Apicius (în greaca veche: Περὶ τῆς Ἀπικίου τρυφῆς), care s-a pierdut, dar este citată de Atheneu, în lucrarea sa Banchetul sofiștilor (294f), cu privire la identificarea unui pește care este, fără îndoială, un sturion. În Consolare la Helvia (datată la începutul exilului său în Corsica, în 42 sau 43) Seneca îl ia pe Apicius drept însăși imaginea corupției moravurilor din timpul său, opusă simplicității vechilor romani, ideal al filosofilor.